# Foveosa tintinabulum
Foveosa tintinabulum är en spindelart som beskrevs av Russell-Smith, Alderweireldt och Rudy Jocqué 2007. Foveosa tintinabulum ingår i släktet Foveosa och familjen vargspindlar. Inga underarter finns listade i Catalogue of Life.